# Distretto della Sense
Il distretto della Sense (in tedesco Sensebezirk, in francese district de la Singine) è un distretto di lingua tedesca del Canton Friburgo, in Svizzera. Confina con i distretti di Gruyère a sud-ovest, di Sarine a ovest, di See a nord-ovest e con il Canton Berna (distretti di Laupen a nord, di Berna di Schwarzenburg, di Niedersimmental a est e di Obersimmental a sud-est). Il capoluogo è Tafers.

## Comuni
Amministrativamente è diviso in 15 comuni:
- Bösingen
- Brünisried
- Düdingen
- Giffers
- Heitenried
- Plaffeien
- Plasselb
- Rechthalten
- Sankt Silvester
- Sankt Ursen
- Schmitten
- Tafers
- Tentlingen
- Ueberstorf
- Wünnewil-Flamatt

### Divisioni
- 1895: Giffers → Giffers, Neuhaus
- 1922: Düdingen → Düdingen, Schmitten

### Fusioni
- 1850: Giffers, Neuhaus → Giffers
- 1971: Neuhaus, Plasselb → Plasselb
- 2017: Oberschrot, Plaffeien, Zumholz → Plaffeien
- 2021: Alterswil, Sankt Antoni, Tafers → Tafers